# 埃及 (阿肯色州)
埃及（英語：Egypt）是一個位於美國阿肯色州克雷格黑德縣的城鎮。

## 地理
埃及的座標為35°52′03″N 90°56′43″W / 35.86750°N 90.94528°W，而該地的平均海拔高度為76米（即249英尺）。

## 人口
根據2020年美國人口普查的數據，埃及的面積為0.87平方千米，當中陸地面積為0.87平方千米，而水域面積為0.00平方千米。當地共有人口113人，而人口密度為每平方千米129人。